# La Pedrera (Cerro Largo)
La Pedrera és una petita localitat de l'Uruguai, ubicada al centre del departament de Cerro Largo. Forma part de l'àrea metropolitana de la ciutat de Melo, amb un radi de 14.741 habitants, segons les dades del cens del 2004.
Es troba a 119 metres sobre el nivell del mar.